# BBC Hereford and Worcester
BBC Hereford and Worcester – brytyjska stacja radiowa należąca do publicznego nadawcy radiowo-telewizyjnego BBC i pełniąca w jego sieci rolę stacji lokalnych dla hrabstw Herefordshire i Worcestershire. Została uruchomiona 14 lutego 1989 roku, obecnie można jej słuchać w analogowym przekazie naziemnym oraz w Internecie.
Siedzibą stacji jest ośrodek BBC w Worcester. Oprócz produkowanych tam audycji własnych, stacja emituje także programy siostrzanych stacji lokalnych BBC z Leeds, Shrewsbury i Birmingham, jak również nocne pasmo ogólnokrajowego BBC Radio 5 Live.